# سيمون لانير
سيمون لانير (بالإيطالية: Simon Laner)‏ (28 يناير 1984 في إيطاليا - ) هو لاعب كرة قدم إيطالي في مركز الوسط. شارك مع منتخب إيطاليا تحت 18 سنة لكرة القدم ومنتخب إيطاليا تحت 19 سنة لكرة القدم ومنتخب إيطاليا تحت 20 سنة لكرة القدم. أما مع النوادي، فقد لعب مع نادي كاربي ونادي كالياري ونادي كياسو ونادي نوفارا وهيلاس فيرونا وSSD Sanremese Calcio ‏ وبرو سيستو 1913 وUS Castelnuovo Garfagnana SCSD ‏ وكارسو كالتشيو ‏ وUC AlbinoLeffe ‏.

## وصلات خارجية
- سيمون لانير على موقع قاعدة بيانات كرة القدم.إي يو (الإنجليزية)
- سيمون لانير على موقع Soccerway.com (الإنجليزية)
- سيمون لانير على موقع عالم كرة القدم.نت (الإنجليزية)
- سيمون لانير على موقع AS.com (الإسبانية)